# Torii Kiyoshige

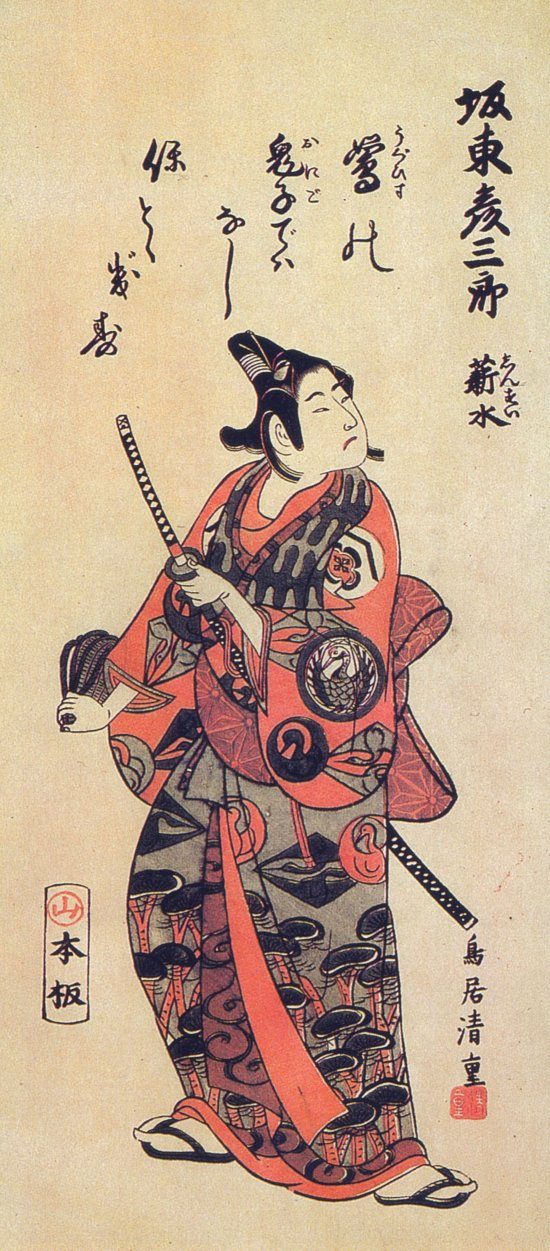
L'attore kabuki Bando Hikosaburo II, 1758 circa

Torii Kiyoshige (鳥居清重?; fl. XVIII secolo) è stato un pittore e incisore giapponese, rappresentante del genere ukiyo-e.

## Biografia
Fu un importante ed originale membro della scuola Torii, ed era specializzato nella stampa. Soggetti di Kiyoshige erano gli attori teatrali, ma ha anche realizzato stampe di donne, guerrieri e illustrazioni per romanzi. Le opere di Kiyoshige avevano profondità e dinamismo di quelle di Kiyonobu II e Kiyomasu II. Secondo lo studioso Teruji Yoshida uno dei suoi pseudonimi era Seichoken. A seconda delle fonti fu attivo tra il 1729 ed il 1758 o tra il 1716 ed il 1764.